# Бірюбаш
Бірюба́ш (рос. Бирюбаш, башк. Бөрөбаш) — присілок у складі Мішкинського району Башкортостану, Росія. Входить до складу Новотроїцької сільської ради.
Населення — 378 осіб (2010; 376 у 2002).
Національний склад:
- марійці — 99 %